# نهاية العالم (كتاب)
نهاية العالم كتاب إسلامي للشيخ محمد العريفي يناقش في مجمله أشراط الساعة المقسمة إلى قسمين وهما علامات الساعة الصغرى ذكر فيها 131 علامة، وعلامات الساعة الكبرى ذكر فيها 10 علامات، مع صور وخرائط وتوضيحات.